# Frank Hoste

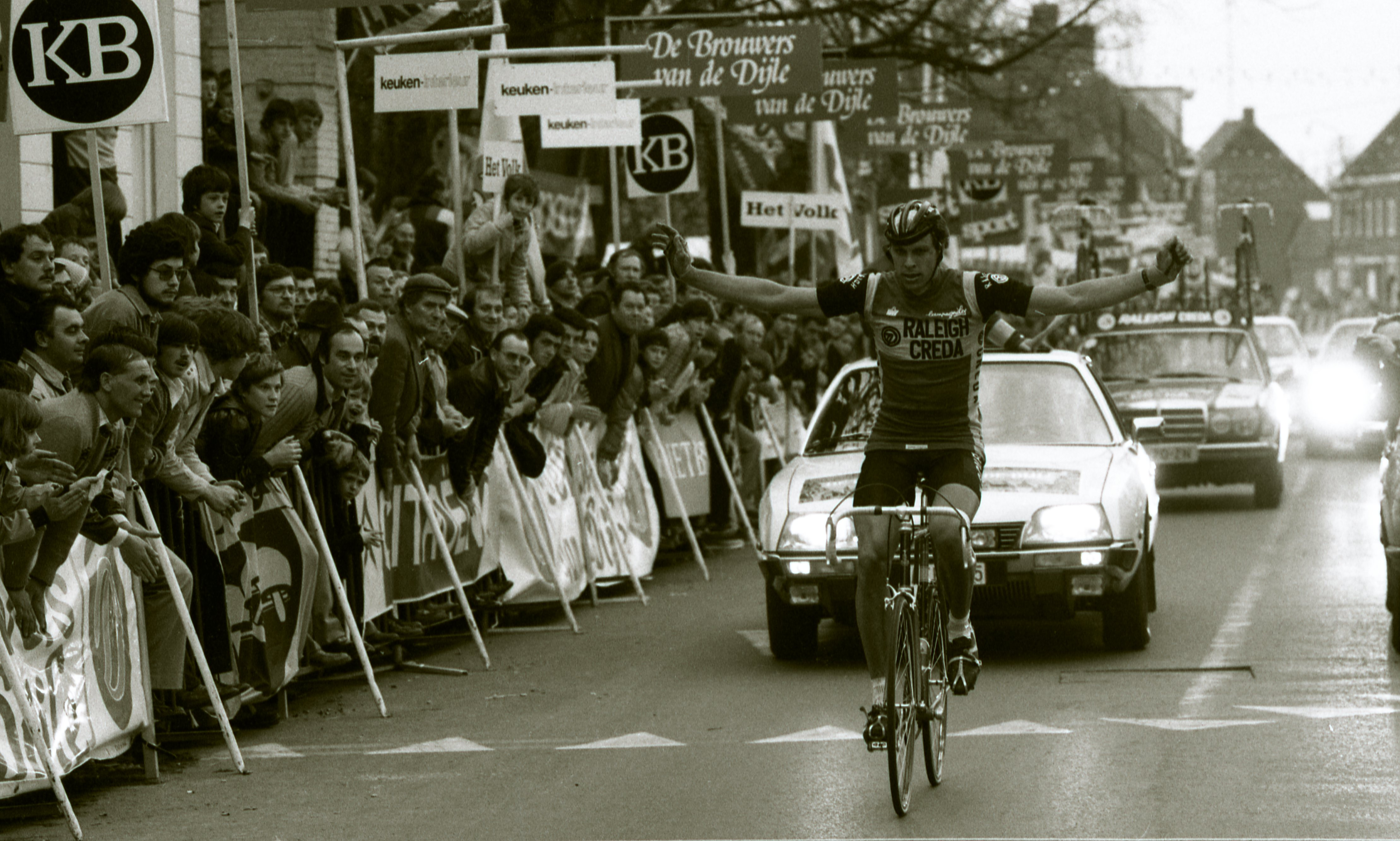
Frank Hoste vinner Dwars Door België 1981.

Frank Hoste, född den 29 augusti 1955 i Gent, är en belgisk tidigare landsvägscyklist som var professionell från 1977 till 1991. Bland hans meriter märks vinsten i poängtävlingen 1984 och sammanlagt fem etappsegrar i Tour de France, tre etappsegrar i Giro d'Italia, totalsegern i Dunkerques fyradagars 1982, segrarna i Gent–Wevelgem 1982 och Dwars door België 1981, samt den belgiska mästartiteln i linjelopp 1982. Hoste representerade Belgien vid Olympiska sommarspelen 1976 där han kom på 36:e plats i linjeloppet och på 13:e plats i lagtempo.
Efter karriären grundade Hoste en cykelfabrik i Mariakerke 1991.

## Meriter
| 1977 3:a i GP Union Dortmund 6:a i GP de Fourmies 7:a i Scheldeprijs 8:a i Circuit du Hainaut 10:a totalt i Ronde van Nederland 1978 Vinnare av GP de Denain 2:a i Le Samyn 2:a i Dwars door België 3:a i Grote Prijs Jef Scherens 3:a i Omloop van het Zuidwesten 1979 2:a i E3 Harelbeke 2:a i Scheldeprijs 2:a i Druivenkoers Overijse 3:a i Omloop Het Volk 6:a i Dwars door België 6:a i Omloop van het Houtland 7:a i Grote Prijs Jef Scherens 10:a totalt i Driedaagse van De Panne-Koksijde 1980 8:a totalt i Driedaagse van De Panne-Koksijde 1981 Vinnare av Dwars door België Vinnare av prologen (ITT) i Tour Méditerranéen 2:a i Circuit des Frontières 2:a i Kampioenschap van Vlaanderen 3:a totalt i Étoile de Bessèges 4:a i Omloop Het Volk 7:a i GP du Midi-Libre 5:a totalt i Dunkerques fyradagars Vinnare av etapp 1 7:a i linjelopp vid Belgiska mästerskapen 10:a i Scheldeprijs 1982 Belgisk mästare i linjelopp Vinnare totalt av Dunkerques fyradagars Vinnare av etapp 3 Vinnare av etapp 8 i Tour de France Vinnare av Gent–Wevelgem 4:a i Dwars door België 4:a i Bryssel–Ingooigem 4:a i Omloop van het Leiedal 7:a i GP Eddy Merckx (ITT) 7:a i Leeuwse Pijl 8:a i Druivenkoers Overijse | 1983 Vinnare av etapp 16a i Giro d'Italia Vinnare av etapperna 1, 2 och 8 i Tour de Suisse Vinnare av etapperna 1 och 3a i Volta a Catalunya Vinnare av etapperna 5a och 5b (ITT) i Vuelta a Andalucia Vinnare av etapperna 2 och 3a i Vuelta a las Tres Provincias 3:a i Scheldeprijs 5:a totalt i Driedaagse van De Panne-Koksijde Vinnare av etapp 2 1984 Tour de France: Vinnare av poängtävlingen Vinnare av etapperna 1, 6 och 21 Vinnare av Grand Prix de Wallonie Vinnare av etapperna 2 och 5 i Vuelta a Aragon 2:a i Trofeo Luis Puig 3:a i Kampioenschap van Vlaanderen 3:a i linjelopp vid Belgiska mästerskapen 7:a i GP Eddy Merckx (ITT) 1985 Vinnare av etapp 6 i Giro d'Italia Vinnare av etapp 5a i Vuelta a Andalucia 5:a i Trofeo Laigueglia 1986 Vinnare av etapp 15 i Tour de France Vinnare av etapperna 1 och 3 i Volta a Catalunya Vinnare av GP du canton d'Argovie 6:a i Bryssel–Ingooigem 9:a i Paris–Tours 1987 5:a i Grote Prijs Stad Zottegem 1988 2:a i Omloop van het Houtland 3:a i De Kustpijl 6:a totalt i Tour de Luxembourg Vinnare av etapp 4a 6:a i Circuit des Frontières 8:a i Nationale Sluitingsprijs 1989 2:a i Scheldeprijs 7:a i Paris–Bryssel 7:a totalt i Belgien runt 10:a i Omloop van de Vlaamse Scheldeboorden 1990 Vinnare av Omloop van de Westkust 2:a i Kampioenschap van Vlaanderen 9:a i GP du canton d'Argovie 1991 7:a i Nokere Koerse |